# Keshia Knight Pulliam
Keshia Knight Pulliam (Newark, New Jersey, VS, 9 april 1979) is een Amerikaanse actrice.
Ze is het meest bekend door haar rol als Rudy Huxtable, de jongste dochter van Bill Cosby in The Cosby Show. Op zesjarige leeftijd werd ze de jongste actrice ooit die genomineerd werd voor een Emmy Award. Op driejarige leeftijd speelde ze als Keshia in Sesamstraat.
Haar personage Rudy was het jongste lid van het gezin, ze was vrij jong bij de start en groeide op het scherm op.
In 2004 poseerde ze in zwemuitrusting voor het tijdschrift Black Men om van haar klein-meisje-imago af te komen.
In 2016 trouwde en scheidde ze van Ed Hartwell.